# Гай Сульпіцій Аполлінарій
Гай Сульпіцій Аполлінарій — (лат. Gaius Sulpicius Apollinarius) (II ст. н. е) відомий римський граматик вчитель Авла Геллія, 
та імператора Партенакса.

## Біографія
Про життєвий шлях Гая Сульпіція Аполлінарія є надзвичайно мало відомостей. Відомо, що був родом із Карфагена , походив з патриціанського роду Сульпіціїв. Викладав граматику в Римі. Його учнем був Авл Геллій (146 р.). Разом з Авлом Геллієм відвідував бібліотеку Тіберія.
Крім філології розумівся на деяких правових і культурних питаннях. чудово знав латинську і грецьку літературу.
До нього звертався, як до знавця граматики Секст Еруцій Клар (консул і префект Риму. Також вони обговорювали граматичні аспекти авгурій.
Публій Гелій Партинакс, коли ще був хлопчиком, був відданий до Гая Сульпіція Аполлінарія на навчання граматики, після якого сам став викладати граматику.

## Характеристика за Геллієм
В «Аттичних ночах» Авла Гелія є згадки про Гая Сульпіція Аполлінарія, читаючи їх можна зрозуміти, що він ставився до нього з повагою. Про це засвідчують епітети по відношенні до нього «Самый ученый по сравнению с другими на нашей памяти», «муж, самым старательным образом изучивший старинные обычаи и литературу», «муж выдающихся познаний в литературе (IV, 17, 11; XIII, 18, 2; XVIII,4)».> Також він про нього говорив, як про людину з блискучими знаннями «Ученость Сульпиция не исчерпывалась исключительно литературными занятиями. Помимо прекрасного знания латинской и греческой литературы, он был весьма сведущ и в правовых вопросах, особенно в сакральном праве (VII, 6,12)» [5]
В «Аттичних ночах» також розповідається, що Гай Сульпіцій Аполлінарій, досліджував «Історію» Салюстія, і висміяв одного хвастуна: "О том, как Сульпиций Аполлинарий высмеял некоего человека, заявлявшего, будто он один понимает «Историю» Саллюстія, предложив ему вопрос о том, что означают у Саллюстия следующие слова: «incertum, stolidior an ναnior» (неясно, более глуп или более тщеславен)[…]
```
«Аполлинарий Сульпиций,  муж на нашей памяти учёный более, чем остальные, опозорил и высмеял, используя тот вид тончайшей иронии, которую применял 
Сократ
 по отношению к софистам, некоего хвастуна и тщеславного человека, [выставлявшего себя специалистом] по саллюстиевым текстам.»
[
4
]
>
```

Гай Салюстій запропонував свій варіант трактування «incertum, stolidior an ναnior» :
```
«Мы же потом от Аполлинария узнали, что слово vanus, собственно говоря, употребляется не так, как говорится обычно о безрассудных, тупых или глупых людях, но, как говорили самые ученые из древних, о лживых и неверных, весьма ловко выставляющих легковесное и пустое вместо серьезного и истинного. [Словом] же stolidus называют не столько глупцов или безумных, сколько людей неприятных, назойливых и грубых, которых греки именуют μοχθηροί (негодные, дурные) и φορτικοί (тягостные, неприятные).  Он говорил также, что этимология ('έτυμα) этих слов описана в книгах Нигидия 
[
4
]
```

## Літературна діяльність
Гай Сульпіцій Аполлінарій написав віршовані виклади до змісту всіх творів Публія Теренція Афра,>які збереглися до сьогоднішнього дня. Відкриваючи будь-який твір Теренція, можна прочитати на початку періоху Гая Сульпіція Аполлінарія.

## Періохи Гая Сульпіція Аполлінарія
Дівчина з Адроса
Євнух
Браття
Свекруха